# Islamische Partei der Wiedergeburt Tadschikistans

Parteilogo

Die Islamische Partei der Wiedergeburt Tadschikistans (tadschikisch Ҳизби наҳзати исломии Тоҷикистон Hisbi nahsati islomii Todschikiston; russisch Партия исламского возрождения Таджикистана Partija islamskowo wosroschdenija Tadschikistana), auch bekannt als Islamische Wiedergeburt Tadschikistans, Islamische Erweckung Tadschikistans, Islamische Partei der Erweckung oder Islamische Wiedergeburtspartei war eine islamistische Partei in Tadschikistan. Sie war bis zu ihrem Verbot 2015 die einzige legale islamistische Partei im post-sowjetischen Zentralasien.

## Geschichte
Die Organisation gründete sich 1990. Im Jahr 1992 hielt die Partei eine Konferenz in Saratow, Russland ab, der viele Islamisten aus den ehemaligen asiatischen Unionsrepubliken und den Regionen Tatarstan und Baschkortostan beiwohnten.
Als Tadschikistan die Unabhängigkeit erlangte, wurde die Partei 1993 verboten und kämpfte an der Seite der Vereinigten Tadschikischen Opposition (VTO) und Verbänden aus der Region Gharm gegen das Regime (siehe Tadschikischer Bürgerkrieg). 1998 wurde die Partei wieder legalisiert, nachdem sie einer Reihe von friedenssichernden Auflagen Folge geleistet hatte. In einem Referendum stimmte die Mehrheit der tadschikischen Bevölkerung 1999 für die Legalisierung von religiösen Parteien. Im selben Jahr stieg die Islamische Partei der Wiedergeburt Tadschikistans zur zweitstärksten Partei im Lande auf.
Bei der Parlamentswahl in Tadschikistan 2005, die zwischen dem 27. Februar und dem 13. März 2005 stattfanden, erhielt die Partei 8 % und zog mit 2 von 63 Sitzen ins tadschikische Parlament ein.
Bei den Wahlen am 28. Februar 2010 erhielt die Partei ebenfalls 8 % und damit 2 der 63 Sitze.
2006 starb der langjährige Führer der Partei, Sajid Abdullohi Nuri, an Folgen seines Krebsleidens, woraufhin die Organisation versuchte die Präsidentschaftswahlen zu boykottieren.
Die Partei wurde im September 2015 verboten.
2018 wurde der im Untergrund agierenden Partei durch Innenminister Ramason Rahimow die Schuld an einem auch vom IS reklamierten terroristischen Angriffs auf eine Gruppe ausländischer Touristen in der Region Danghara zugewiesen, was die Exilführung der Partei von sich wies.